# Mistrovství světa ve veslování 1990
Mistrovství světa ve veslování 1990 byl v pořadí 19. šampionát konaný konaný mezi 31. říjnem a 4. listopadem 1990 na umělém jezeře Lake Barrington v australské Tasmánii.
Každoroční veslařská regata trvající jeden týden je organizována Mezinárodní veslařskou federací (International Rowing Federation; FISA) obvykle na konci léta severní polokoule. Vzhledem k místu konání byl však termín mistrovství tentokrát posunut na přelom října a listopadu, což je na jižní polokouli prostředek jara.
V neolympijských letech představuje mistrovství světa vyvrcholení mezinárodního veslařského kalendáře a v roce, jenž předchází  olympijským hrám, představuje jejich hlavní kvalifikační událost. V olympijských letech pak program mistrovství zahrnuje pouze neolympijské disciplíny.

## Medailové pořadí
| Pořadí | Země               | Zlato | Stříbro | Bronz | Celkem |
| ------ | ------------------ | ----- | ------- | ----- | ------ |
| 1      | Východní Německo   | 5     | 1       | 5     | 11     |
| 2      | Západní Německo    | 3     | 3       | 1     | 7      |
| 3      | Itálie             | 3     | 0       | 1     | 4      |
| 4      | Sovětský svaz      | 2     | 3       | 1     | 6      |
| 5      | Dánsko             | 2     | 1       | 0     | 3      |
| 6      | Rumunsko           | 2     | 0       | 0     | 2      |
| 7      | USA                | 1     | 3       | 1     | 5      |
| 8      | Kanada             | 1     | 2       | 1     | 4      |
| 8      | Nizozemsko         | 1     | 2       | 1     | 4      |
| 10     | Austrálie          | 1     | 1       | 2     | 4      |
| 11     | Rakousko           | 1     | 0       | 1     | 2      |
| 12     | Francie            | 0     | 2       | 0     | 2      |
| 13     | Belgie             | 0     | 1       | 1     | 2      |
| 13     | Československo     | 0     | 1       | 1     | 2      |
| 15     | Španělsko          | 0     | 1       | 0     | 1      |
| 15     | Švýcarsko          | 0     | 1       | 0     | 1      |
| 17     | Spojené království | 0     | 0       | 2     | 2      |
| 18     | Čína               | 0     | 0       | 1     | 1      |
| 18     | Nový Zéland        | 0     | 0       | 1     | 1      |
| 18     | Norsko             | 0     | 0       | 1     | 1      |
| 18     | Jugoslávie         | 0     | 0       | 1     | 1      |
| Celkem | Celkem             | 22    | 22      | 22    | 66     |

## Přehled medailí

### Mužské disciplíny
| Disciplína                      | Zlato | Čas     | Stříbro | Čas     | Bronz | Čas     |
| Skif M1x                        | Sovětský svaz Jüri Jaanson | 7:22,15 | Československo Václav Chalupa | 7:26,98 | Nový Zéland Eric Verdonk | 7:31,70 |
| Dvojskif M2x                    | Rakousko Arnold Jonke Christoph Zerbst | 6:56,37 | Východní Německo Thomas Lange Stefan Ullrich | 6:57,08 | Austrálie Peter Antonie Paul Reedy | 7:04,49 |
| Párová čtyřka M4x               | Sovětský svaz Valerij Dosenko Sergej Kinjakin Nikolaj Čuprina Girts Vilks                                                                                    | 5:40,44 | Švýcarsko Ueli Bodenmann Marc-Sven Nater Alexander Ruckstuhl Beat Schwerzmann                                                                                | 5:41,81 | Itálie Alessandro Corona Gianluca Farina Massimo Paradiso Filippo Soffici                                                                           | 5:42,18 |
| Dvojka s kormidelníkem M2+      | Itálie Carmine Abbagnale Giuseppe Abbagnale Giuseppe Di Capua (k)                                                                                            | 6:48,30 | Španělsko Jose Ignacio Bugarin Pereira Ibon Urbieta Zubiria Gabriel De Marco (k)                                                                             | 6:50,52 | Jugoslávie Milan Janša Robert Krasovec Robert Erzen (k)                                                                                             | 6:51,84 |
| Dvojka bez kormidelníka M2-     | Východní Německo Thomas Jung Uwe Kellner | 7:07,91 | Sovětský svaz Nikolai Pimenov Yuri Pimenov | 7:10,20 | Spojené království Matthew Pinsent Steve Redgrave                                                                                                   | 7:12,38 |
| Čtyřka s kormidelníkem M4+      | Východní Německo Bernd Eichwurzel Mario Gruessel Detlef Kirchhoff Stefan Schulz Hendrik Reiher (k)                                                           | 6:46,73 | Západní Německo Wolfgang Klapheck Stefan Scholz Ansgar Wessling Volker Zimmermann Thomas Alt (k)                                                             | 6:48,03 | Sovětský svaz Igor Bortnickij Sigitas Kučinskas Jonas Narmontas Vladimir Romanišin Petr Petrinič (k)                                                | 6:49,40 |
| Čtyřka bez kormidelníka M4-     | Austrálie Nick Green Mike McKay James Tomkins Sam Patten | 5:52,20 | Nizozemsko Niels van der Zwan Jaap Krijtenburg Bart Peters Sven Schwarz                                                                                      | 5:53,41 | Východní Německo Ralf Brudel Olaf Foerster Thomas Greiner Jens Luedecke                                                                             | 5:54,71 |
| Osma M8+                        | Západní Německo Roland Baar Dirk Balster Frank Dietrich Christoph Korte Frank Richter Martin Steffes-Mies Matthias Ungemach Armin Weyrauch Manfred Klein (k) | 5:26,62 | Kanada Darren Barber Andy Crosby Robert Bob Marland Derek Porter Michael Mike Rascher Bruce Robertson Brian Saunderson John Wallace Terry Paul (k)           | 5:27,57 | Východní Německo Thomas Baensch Andre Hache Frank Pawlowski Michael Peter Roland Schröder Hans Sennewald Thomas Woddow Lutz Thiede Peter Thiede (k) | 5:29,88 |
| Skif LV LM1x                    | Nizozemsko Frans Goebel | 7:21,24 | Belgie Wim Van Belleghem | 7:22,49 | Norsko Per Sætersdal | 7:28,80 |
| Dvojskif LV LM2x                | USA Robert Dreher Stephen Peterson | 7:46,15 | Západní Německo Karsten Krueger Peter Müller | 7:46,38 | Rakousko Walter Rantasa Christoph Schmoelzer | 7:46,88 |
| Párová čtyřka LV LM4x           | Itálie Francesco Esposito , Massimo Lana Paolo Pittino Massimo Guglielmi                                                                                     | 5:46,38 | Francie Bruno Boucher Bruno Lebeda Laurent Porchier Thierry Renault                                                                                          | 5:48,58 | Austrálie Simon Burgess Bruce Hick Gary Lynagh Steve Hawkins                                                                                        | 6:48,72 |
| Čtyřka bez kormidelníka LV LM4- | Západní Německo Klaus Altena Michael Buchheit Stephan Fahrig Bernhard Stomporowski                                                                           | 7:03,68 | Francie Stephane Guerinot Laurent Irazusta Benoit Masson Jose Oyarzabal                                                                                      | 7:05,57 | Nizozemsko Frank Gerritse Pim Laken Mark Emke Han de Regt                                                                                           | 7:05,84 |
| Osma LV LM8+                    | Itálie Enrico Barbaranelli Franco Falossi Carlo Gaddi Fabrizio Ranieri Fabrizio Ravasi Andrea Re Roberto Romanini Alfredo Striani Giuseppe Lamberti (k)      | 5:35,03 | Dánsko Sven Blitskov Peter Madsen Flemming Meyer Vagn Nielsen Henning Bay Nielsen Lars Rasmussen Hans Christian Soerensen Bo Vestergaard Stephen Masters (k) | 5:36,98 | Spojené království Christopher Bates Marysh Chmiel Peter Haining Toby Hessian Tom Kay Carl Smith Neil Staite Stephen Wright John Deakin (k)         | 5:37,75 |

### Ženské disciplíny
| Disciplína                      | Zlato | Čas     | Stříbro | Čas     | Bronz | Čas     |
| Skif W1x                        | Východní Německo Birgit Peterová | 7:24,10 | Kanada Silken Laumannová | 7:27,08 | Západní Německo Titie Jordacheová | 7:30,03 |
| Dvojskif W2x                    | Východní Německo Kathrin Boronová Beate Schrammová | 8:18,63 | Sovětský svaz Inna Frolovová Taťána Ustjužaninová | 8:23,46 | USA Kristine Karlsonová Alison Townley | 8:29,35 |
| Párová čtyřka W4x               | Východní Německo Kerstin Koeppenová Claudia Krügerová Sybille Schmidtová Jana Rauová-Sorgersová                                                                                           | 6:14,08 | Sovětský svaz Jelena Chlopcevová Světlana Mazijová Marija Omeljanovičová Sarija Zakirovová                                                                             | 6:20,25 | Československo Hana Kafková Iva Mikolová Martina Šefčíková Irena Soukupová | 6:22,33 |
| Dvojka bez kormidelnice W2-     | Západní Německo Stefanie Werremeierová Ingeburg Schwerzmannová-Althoffová | 8:28,37 | USA Stephanie Maxwellová-Piersonová Anna Seatonová | 8:41,62 | Východní Německo Ina Justhová Birte Siechová | 8:44,59 |
| Čtyřka bez kormidelnice W4-     | Rumunsko Doina Snepová-Balanová Iulia Bobeica-Bulie Marioara Curela Doina Ciucanu-Robu | 7:51,68 | Západní Německo Silvia Doerdelmannová Meike Hollaenderová Gabriele Mehlová Cerstin Petersmannová                                                                       | 7:52,45 | Východní Německo Jeanette Barthová Antje Franková Kathrin Haackerová Judith Ungemachová-Zeidlerová | 7:56,54 |
| Osma W8+                        | Rumunsko Doina Snep-Balan Iulia Bobeica-Bulie Constanţa Burcică Veronica Cochela-Cogeanu Marioara Curela Anisoara Oprea Marioara Popescu Doina Ciucanu-Robu Elena Georgescu-Nedelcová (k) | 5:59,26 | USA Shelagh Donohoe Cynthia Eckertová Sarah Genglerová Kelley Jonesová Stephanie Maxwellová-Piersonová Tracy Rude Anna Seatonová Kathryn Youngová Yasmin Farooqová (k) | 6:01,67 | Východní Německo Ramona Franzová Christiane Harzendorfová Anette Hohnová Micaela Schmidtová-Kubicki Ute Schellová-Stangeová Annegret Strauchová Ute Noetzelová-Wildová Heike Winklerová Yvonne Illingová (k) | 6:03,18 |
| Skif LV LW1x                    | Dánsko Mette Blochová Jensenová | 8:12,64 | Nizozemsko Laurien Vermulstová | 8:14,58 | Belgie Rita Defauwová | 8:21,20 |
| Dvojskif LV LW2x                | Dánsko Ulla Jensenová Regitze Siggaardová | 6:57,96 | USA Holly Brunkovová Lindsay Burnsová | 7:03,24 | Kanada Brenda Colby Wendy Wiebe | 7:03,30 |
| Čtyřka bez kormidelnice LV LW4- | Kanada Jill Bloisová Colleen Millerová Diana Sinnage Rachel Starrová | 6:38,40 | Austrálie Amanda Crossová Rebecca Joyce Sally Ninhamová Pam Westendorfová-Marshallová                                                                                  | 6:40,32 | Čína Sanmei Liang Zhi-ai Lin Meilan Zeng Huajie Zhang | 6:42,30 |